# William Desmond
William Desmond (23 de janeiro de 1878 – 3 de novembro de 1949) foi um ator estadunidense nascido na República da Irlanda, da era do cinema mudo. Ele atuou em 205 filmes entre 1915 e 1948, muitos deles seriados, e foi apelidado "The King of the Silent Serials".

## Biografia
Nascido William Mannion em Dublin, República da Irlanda, radicou-se em Nova Iorque. Trocando seu nome para um nome artístico, atuou em vaudeville e no teatro, antes de estrear no cinema. Foi ator do Burbank Theatre, em Los Angeles.
O primeiro filme em que atuou foi Kilmeny, em 1915, produzido pela Oliver Morosco Photoplay Company. Alguns de seus filmes foram Quo Vadis e The Bird of Paradise.
Atuou principalmente em seriados, daí o apelido de “Rei dos Seriados Silenciosos”, e quando iniciou a era sonora, já com mais de 50 anos de idade, só atuou em papeis menores. O último seriado a fazer foi The Vigilantes Are Coming, em 1936, já na era sonora.
Seu último filme, não-creditado, foi a comédia Are You with It?, em 1948.
Desmond morreu aos 71 anos, de infarto do miocárdio, em Los Angeles, Califórnia, e foi inumado na Chapel of the Pines Crematory, em Los Angeles.

## Vida familiar
Foi casado com Lillian Lamson até 1917, quando ela faleceu. Em 22 de março de 1922, casou com Mary McIvor, também atriz, ela com 18 e ele com 44 anos, com quem ficou casado até 28 de fevereiro de 1941, quando Mary faleceu de ataque cardíaco e Desmond ficou novamente viúvo.
Sua irmã, Lucille Desmond, também foi atriz.
Sua filha, Mary Jo Desmond, também é atriz.

## Filmografia parcial
- Peggy (1916)
- Society for Sale (1918)
- The Prince and Betty (1919)
- White-Washed Walls (1919)
- Life's a Funny Proposition (1919)
- The Prodigal Liar (1919)
- A Sagebrush Hamlet (1919)
- Perils of the Yukon (1922)

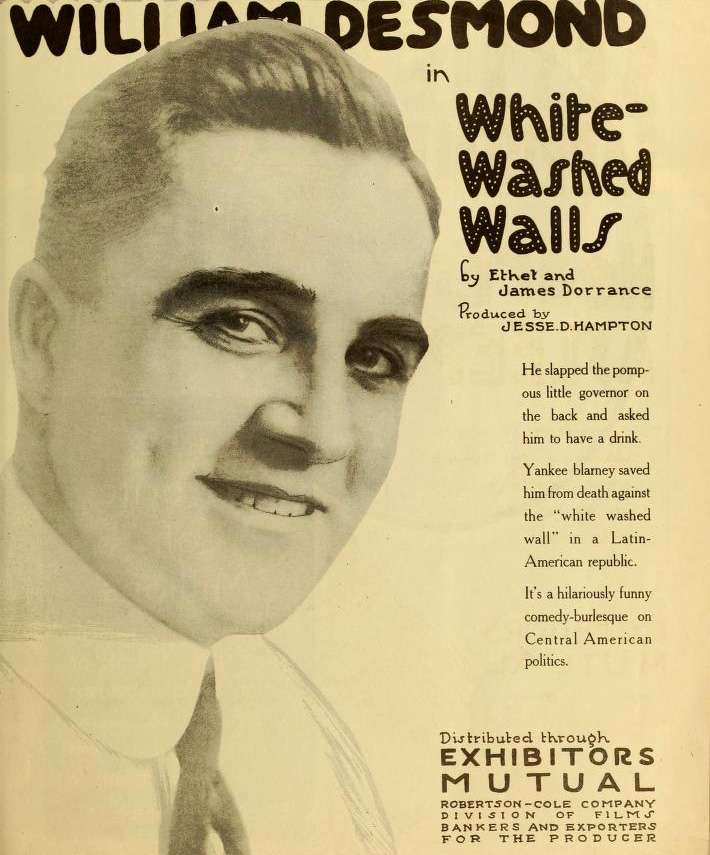
Cartaz promocional de William Desmond em White-Washed Walls (1919)

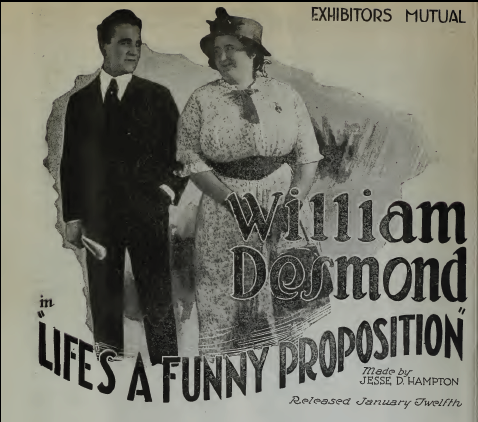
William Desmond no filme Life's a Funny Proposition (1919).

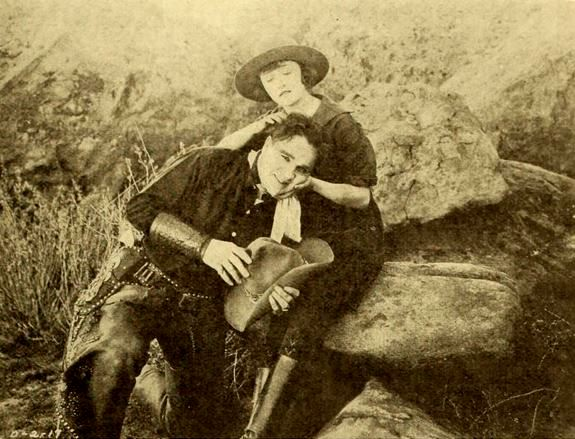
Cena de The Prodigal Liar (1919), com William Desmond e Betty Compson.

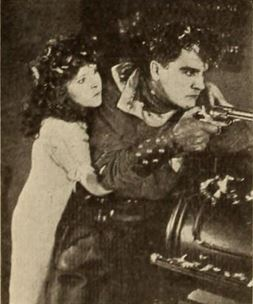
Cena de A Sagebrush Hamlet (1919)

- Around the World in Eighteen Days (1923)
- The Phantom Fortune (1923)
- Beasts of Paradise (1923)
- The Extra Girl (1923)
- The Riddle Rider (1924)
- Ace of Spades (1925)
- The Winking Idol (1926)
- Strings of Steel (1926)
- The Return of the Riddle Rider (1927)
- The Vanishing Rider (1928)
- The Mystery Rider (1928)
- The Phantom of the West (1931)
- The Vanishing Legion (1931)
- Battling with Buffalo Bill (1931)
- Heroes of the West (1932)
- The Last Frontier (seriado, 1932)
- The Jungle Mystery (1932)
- The Three Musketeers (seriado, 1933)
- Clancy of the Mounted (seriado, 1933)
- The Phantom of the Air (1933)
- Gordon of Ghost City (1933)
- The Perils of Pauline (1933)
- Pirate Treasure (seriado, 1934)
- The Vanishing Shadow (seriado, 1934)
- The Red Rider (seriado, 1934)
- Tailspin Tommy (seriado, 1934)
- Rustlers of Red Dog (seriado, 1935)
- The Call of the Savage (seriado, 1935)
- The Roaring West (seriado, 1935)
- Tailspin Tommy in the Great Air Mystery (seriado, 1935)
- The Adventures of Frank Merriwell (seriado, 1936)
- The Vigilantes Are Coming (1936)
- The Black Coin (seriado, 1936, não-creditado)
- Wild West Days (seriado, 1937)
- Tim Tyler's Luck (seriado, 1937)
- Winners of the West (1940)
- Junior G-Men (1940)
- Junior G-Men of the Air (1942)
- Don Winslow of the Navy (1942)
- Gang Busters (1942)
- Overland Mail (1942)
- Song of the Sarong (1945)
- The Royal Mounted Rides Again (1945)
- The Return of the Durango Kid (1945)
- The Scarlet Horseman (1946)